# Hygrotus fraternus
Hygrotus fraternus är en skalbaggsart som först beskrevs av Leconte 1852.  Hygrotus fraternus ingår i släktet Hygrotus och familjen dykare. Inga underarter finns listade i Catalogue of Life.